# Stor Island
Stor Island (norwegisch Storøen: „große Insel“) ist eine unbewohnte Insel in der Qikiqtaaluk Region von Nunavut, Kanada. Sie gehört zu den Königin-Elisabeth-Inseln.

## Geographie
Stor Island liegt im Eureka Sound zwischen der Ellesmere-Insel im Osten und der Axel-Heiberg-Insel im Westen. Sie ist von der Axel-Heiberg-Insel durch den 6 km breiten Fulmar Channel getrennt. Der Eureka Sound ist zwischen Stor Island und Ellesmere-Insel etwa 7,5 km breit. Östlich der Insel beginnt der Bay Fiord, der sich tief in die Ellesmere-Insel hinein erstreckt und vier kleinere Inseln – Hat Island und die Gretha Islands – besitzt. Stor Island ist 32 km lang, bis zu 14 km breit und besitzt eine Fläche von 313 km².
Die Insel erreicht im südwestlichen Teil eine Höhe von etwa 560 m über Meeresniveau. Den mittleren Teil bildet ein Plateau von durchschnittlich 100 m Höhe, das im Südosten steil zum Meer abfällt, während die übrigen Küsten meist flach sind. Das nordöstliche Ende der Insel wird von 200 bis 300 m hohen Bergen dominiert.

## Geschichte
Die Insel wurde am 30. April 1901 während der Zweiten Norwegischen Fram-Expedition von Otto Sverdrup entdeckt und formal für Norwegen in Besitz genommen, das seine Hoheitsrechte aber nie wahrnahm. Seit 1930 gehört sie zu Kanada.